# Kim Yoon-ji
Dans ce nom coréen, le nom de famille, Kim, précède le nom personnel.
Pour les articles homonymes, voir Kim.
Cet article concerne une chanteuse et actrice. Pour la gymnaste artistique, voir Kim Yoon-ji (gymnastique).
Kim Yoon-ji (nom anglais : Christine Kim ; hangeul : 김윤지; née le 6 septembre 1988) est une actrice et une chanteuse sud-coréenne. Elle s'est produite sous le nom de scène NS Yoon-G (hangeul : NS 윤지 ; parfois écrit NS Yoonji) et a débuté en 2009 avec le single digital "Head Hurts" sous JTM Entertainment,. Le "NS" dans son nom signifie "New Spirit". Yoon-G a utilisé son nom coréen pour créer son nom de scène car elle a remarqué que les coréens avaient du mal à prononcer "Christine".

## Biographie
Yoon-G a déménagé dans la vallée de San Fernando en Californie vers ses 10 ans. Elle a étudié et a été diplômée en communication à l'UCLA. Yoon-G est cousine avec l'ex-membre de Kara Kang Ji-young, et a un petit frère. Elle réemménage en Corée du Sud pour réaliser son rêve d'être chanteuse, intègre DSP Media en tant que trainee avant de débuter sous JTM Entertainment avec single "Head Hurts".
Elle enregistre la version anglaise de "You Make Me Happy" pour Fresh Pretty Cure! en 2009.
Le 1er novembre 2012, Yoon-G sort le single digital "If You Love Me" en featuring avec Jay Park, ainsi qu'un clip officiel et une version "derrière les coulisses", où l'on voit Yoon-G et Jay Park en studio ensemble. Yoon-G a interprété le single lors d'émissions musicales coréennes telles que le Music Bank, le M! Countdown, le Music Core et l'Inkigayo, aux côtés de Jay Park qui était parfois remplacé par Simon de Dalmatian.
Toujours en novembre 2012, Yoon-G est devenue la présentatrice de la nouvelle émission K-pop Tasty Road avec Eli Kim de U-Kiss,.
En janvier 2013, Yoon-G s'est produite à Hô-Chi-Minh-Ville avec Adam Lambert et Aurea.

## Discographie

### Extended plays
| Titre       | Détails sur l'album                                                                                          | Meilleure position | Ventes        |
| Titre       | Détails sur l'album                                                                                          | COR                | Ventes        |
| ----------- | --- | ------------------ | ------------- |
| Neo Spirit  | - Date de sortie: 5 janvier 2012 - Label: JTM Entertainment, Sony Music Korea - Format: CD, téléchargement   | 15                 | - COR: 3 700+ |
| Skinship    | - Date de sortie: 18 juillet 2012 - Label: JTM Entertainment, Sony Music Korea - Format: CD, téléchargement  | 6                  | - COR: 1 493  |
| The Way 2.. | - Date de sortie: 1er avril 2014 - Label: JTM Entertainment, LOEN Entertainment - Format: CD, téléchargement | 7                  | - COR: 6 871  |

### Albums single
| Titre            | Détails sur l'album                                                                                         | Meilleure position |
| Titre            | Détails sur l'album                                                                                         | COR                |
| ---------------- | --- | ------------------ |

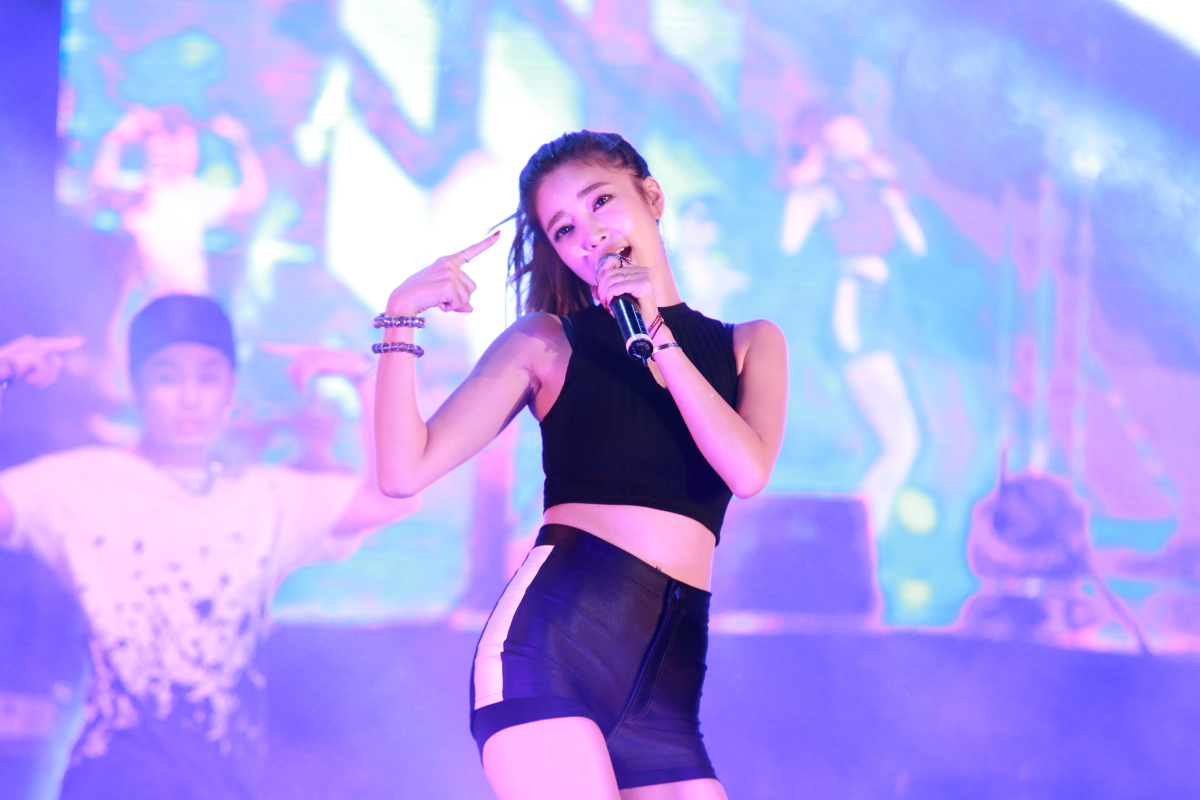
Kim Yoon-ji en 2014

| Ambitious        | - Date de sortie: 14 mai 2010 - Label: JTM Entertainment, Sony Music Korea - Format: CD, téléchargement     | 31                 |
| Time To Fly High | - Date de sortie: 21 octobre 2010 - Label: JTM Entertainment, Sony Music Korea - Format: CD, téléchargement | 85                 |
| Sincerely,       | - Date de sortie: 20 mars 2015 - Label: JTM Entertainment, LOEN Entertainment - Format: CD, téléchargement  | 7                  |

### Singles

#### En tant qu'artiste principale
| Titre                                                                                | Année | Meilleure position | Meilleure position | Album               |
| Titre                                                                                | Année | COR Gaon           | COR Billboard      | Album               |
| ------------------------------------------------------------------------------------ | ----- | ------------------ | ------------------ | ------------------- |
| "My Head Hurts" (머리 아파)                                                          | 2009  | —                  | —                  | Ambitious           |
| "Don't Go Back"                                                                      | 2010  | 173                | —                  | Ambitious           |
| "Just Dance"                                                                         | 2010  | 99                 | —                  | Time To Fly High    |
| "Talk Talk Talk"                                                                     | 2011  | 31                 | —                  | Neo Spirit          |
| "Miss You Again" (또 보고 싶어) (feat. Sangchu)                                      | 2011  | 36                 | —                  | Neo Spirit          |
| "What Do You Know" (니가 뭘 알아) (feat. Verbal Jint)                                | 2011  | 34                 | 36                 | Neo Spirit          |
| "The Reason I Became A Witch" (마녀가 된 이유)                                       | 2012  | 36                 | 46                 | Neo Spirit          |
| "I Got You"                                                                          | 2012  | 43                 | 49                 | Skinship            |
| "If You Love Me" (feat. Jay Park)                                                    | 2012  | 16                 | 18                 | The Way 2..         |
| "Yasisi"                                                                             | 2014  | 17                 | 20                 | The Way 2..         |
| "Fluttered Feelings" (설렘주의) (avec Giriboy)                                       | 2014  | 6                  | —                  | My Romance (single) |
| "A Snowy Day" (눈이 오는 날엔) (feat. DinDin)                                        | 2014  | 70                 | —                  | single sans album   |
| "Wifey" (feat. MC Mong)                                                              | 2015  | 60                 | —                  | Sincerely           |
| "Honey Summer"                                                                       | 2015  | 26                 | —                  | single sans album   |
| "—" signifie que le single ne s'est pas classé ou n'est pas sorti dans cette région. |       |                    |                    |                     |

#### En featuring
| Titre                                                                                | Année | Meilleure position | Album             |
| Titre                                                                                | Année | COR                | Album             |
| ------------------------------------------------------------------------------------ | ----- | ------------------ | ----------------- |
| "Blast" (Scarnite featuring NS Yoon-G)                                               | 2014  | —                  | single sans album |
| "Insomnia" (Humming Urban Stereo featuring NS Yoon-G)                                | 2014  | —                  | Reform            |
| "—" signifie que le single ne s'est pas classé ou n'est pas sorti dans cette région. |       |                    |                   |

## Vidéographie

### Clips
| Titre                         | Année | Réalisateur(s) | Réf.   |
| ----------------------------- | ----- | -------------- | ------ |
| "My Head Hurts"               | 2009  | inconnu        |        |
| "Don't Go Back"               | 2010  | inconnu        |        |
| "Just Dance"                  | 2010  | inconnu        |        |
| "Talk Talk Talk"              | 2011  | inconnu        |        |
| "Miss You Again"              | 2011  | inconnu        |        |
| "The Reason I Became A Witch" | 2012  | Mun Seung-jae  | [ 15 ] |
| "I Got You"                   | 2012  | Mun Seung-jae  | [ 15 ] |
| "If You Love Me"              | 2012  | Mun Seung-jae  | [ 15 ] |
| "Yasisi"                      | 2014  | inconnu        |        |
| "Wifey"                       | 2015  | inconnu        |        |
| "Honey Summer"                | 2015  | inconnu        |        |

### Apparitions dans des clips
| Année | Chanson       | Artiste(s)            |
| ----- | ------------- | --------------------- |
| 2010  | Calling You   | Norazo                |
| 2011  | You Look Good | Verbal Jint           |
| 2013  | Tears         | Leessang ft. Eugene   |
| 2013  | Cheap Ring    | Youme                 |
| 2013  | Would You?    | Swings ft. Seo In-guk |
| 2015  | Vanilla Shake | NC.A                  |

## Filmographie
- 2010-2011 : Star King
- 2010 : 100 Points Out of 100
- 2011 : Pops in Seoul
- 2011 : 2011 Idol Star Athletics Championships
- 2012 : K-pop Tasty Road - co-présenté avec Eli Kim de U-Kiss[16]
- 2012 : Saturday Night Live Korea, présenté par Jay Park
- 2013 : Singles 2
- 2013 : KBS World World Date with SHINee
- 2014 : Crime Scene
- 2014 : Safety First!
- 2024 : En plein vol